# Střítež (district de Třebíč)
Pour les articles homonymes, voir Střítež.
Střítež (en allemand : Stritesch) est une commune du district de Třebíč, dans la région de Vysočina, en République tchèque. Sa population s'élevait à 559 habitants en 2024.

## Géographie
Střítež se trouve à 3 km au sud du centre de Třebíč, à 31,5 km au sud-est de Jihlava et à 146 km au sud-est de Prague.
La commune est limitée par Třebíč à l'ouest et au nord, par Kožichovice au nord-est et à l'est, par Klučov au sud-est et par Petrůvky au sud.

## Histoire
La première mention écrite de la localité date de 1104.

## Galerie

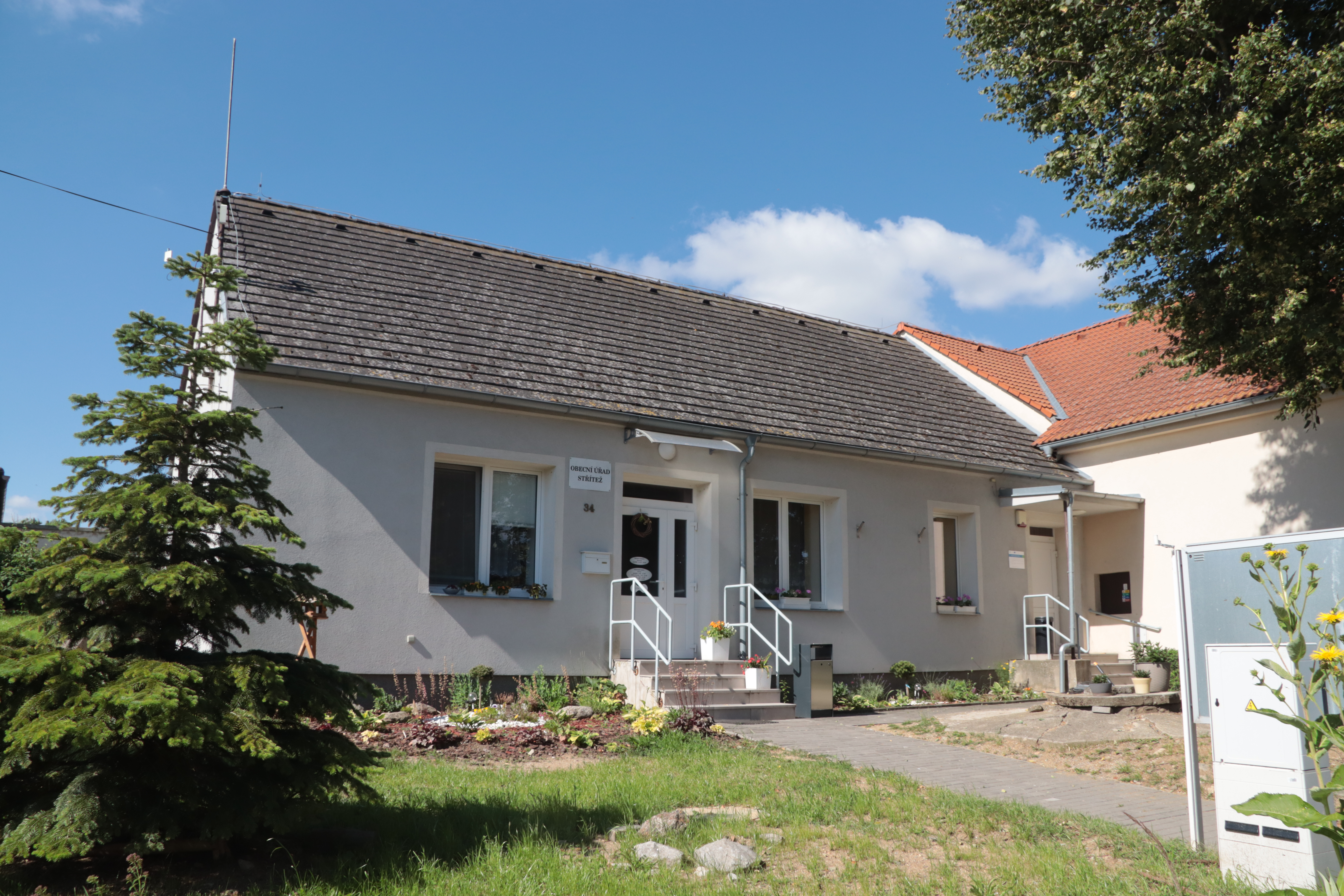
Mairie.
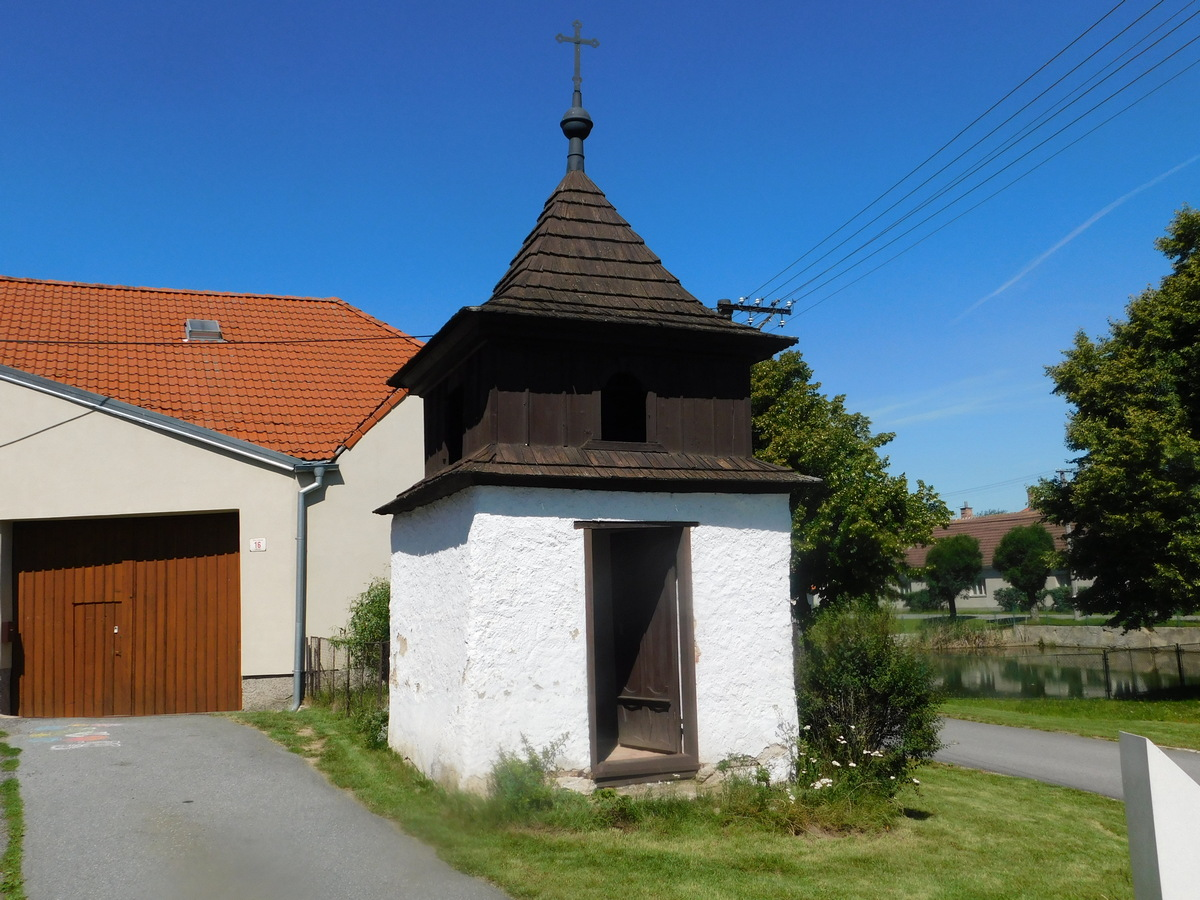
Clocher-tour.

## Transports
Par la route, Střítež se trouve à 3,3 km de Třebíč, à 36 km de Jihlava et à 168 km de Prague.